# Marcel Kajzer
Marcel Kajzer (ur. 16 kwietnia 1990 w Rawiczu) – polski żużlowiec.

## Życiorys
Sport żużlowy uprawia od 2006 r. w klubach Kolejarz Rawicz (2006-2008, 2014-2016), Start Gniezno (2009), Ostrovia Ostrów Wielkopolski (2010), Włókniarz Częstochowa (2011), Wanda Kraków (2012), ROW Rybnik (2013), Kolejarz Rawicz (2014-2016), PSŻ Poznań (2017 - obecnie). 
Dwukrotny finalista turniejów o "Brązowy Kask" (2006 – XII miejsce, 2007 – VII miejsce). Dwukrotny finalista turniejów o "Srebrny Kask" (2007 – V miejsce, 2010 – XVII miejsce).
Finalista drużynowych mistrzostw Europy juniorów (Rawicz 2008 – IV miejsce). Finalista indywidualnych mistrzostw Europy juniorów (Stralsund 2008 – XIII miejsce). 
Pod koniec 2020 r. ogłosił zakończenie czynnej kariery żużlowej